# 伊姆里赫·布加尔
伊姆里赫·布加尔（捷克語：Imrich Bugár，1955年4月14日—），捷克男子田径运动员。他曾代表捷克斯洛伐克参加1980年、1988年和1992年夏季奥林匹克运动会田径比赛，其中1980年奥运会获得一枚银牌。